# شوریک (چایپاره)
شوریک، روستایی است از توابع بخش مرکزی شهرستان چایپاره در استان آذربایجان غربی ایران.

## جمعیت
این روستا در دهستان بسطام قرار داشته و بر اساس سرشماری سال ۱۳۸۵ جمعیت آن ۲۴۱نفر (۳۸ خانوار) 
بوده است. وزبان این روستا به صورت کردی کرمانجی و همگی از اسم فامیلی دودکانلو برخوردارند.